# Ton Rozeman
Ton Rozeman (Den Haag, 1968) is een schrijver van met name korte verhalen. Hij studeerde in 2000 af aan de Schrijversvakschool Amsterdam en is daar sinds 2005 docent. Zijn verhalen zijn slices of life, in de traditie van Raymond Carver en Anton Tsjechov. Hij trad onder meer op bij Crossing Border en VPRO radio. Een verhaal van hem werd opgenomen in 'De Nederlandse en Vlaamse literatuur van af 1880 in 250 verhalen', dat werd samengesteld door Joost Zwagerman. Verhalen van hem verschenen in onder andere Hollands Maandblad, Tirade, De Gids, Vrij Nederland en NRC Handelsblad

## Publicaties
- Intiemer dan Seks (Short Stories, LJ Veen, 2001), bekroond met het Charlotte Köhler Stipendium 2003 en shortlist Academica Debutantenprijs 2002
- Misschien maar beter ook (Short Stories, LJ Veen, 2004), genomineerd voor de BNG Nieuwe Literatuur Prijs en longlisten AKO Literatuurprijs en Libris Literatuur Prijs
- Nu gaat het gebeuren (Novelle, Nieuw Amsterdam, 2007)
- Korte Verhalen Schrijven (Handboek, Uitgeverij Augustus, 2011)
- Wat ik van liefde weet (Short Stories, Nieuw Amsterdam, 2013)